# Валентин Илиев (футболист)
Валентин Илиев Иванов е бивш български футболист, централен защитник.

## Биография
Роден на 11 юли 1980 г. в Кнежа. Син на легендарния вратар на Ботев Враца и ЦСКА Илия Вълов. Юноша на Ботев Враца, откъдето преминава в Металург Запорожие през 2002 година срещу $40 000. Преминава в ЦСКА от есента на 2004 г. В началото на 2008 г. преминава в руския футболен клуб Терек. Има 20 мача за националния отбор на България. Шампион на България за сезон 2004/05 г. и Носител на Купата на България за 2006 г. Избран за най-добър защитник на България за 2005 г. Женен. Съпругата му се казва Йоана. Има двама синове – Александър и Теодор и една дъщеря – Анна-Мария. От февруари 2010 г. до юли 2011 г. е играч на Университатия Крайова. От юли 2011 г. се състезава за отбора на Стяуа. От лятото на 2012 г. играе за Волин Луцк, Украйна. От лятото на 2013 г. играе с фланелката на ЦСКА София. 
. През 2015 г. Валентин Илиев е нежелан в ЦСКА София, от новия собственик на клуба и той прекратява договора си. От 2016 до 2018 г. е старши треньор на ЦСКА 1948.
На 6 юни 2023 г. е назначен като треньорски пост на ФК „Спартак“ (Варна).